# Demokratische Partei Deutschlands
Demokratische Partei Deutschlands (DPD) är ett liberalt politiskt parti i Tyskland.
Efter andra världskriget grundades flera olika liberala och borgerliga partier i Tyskland utifrån partier som Deutsche Demokratische Partei, Deutsche Volkspartei och Demokratische Volkspartei. Demokratische Partei Deutschlands grundades 1947 med målet att samla tyska liberaler från alla de fyra ockupationszonerna. Ordföranden blev Theodor Heuss (Demokratische Volkspartei) och Wilhelm Külz (Liberal-Demokratische Partei Deutschlands) som delade ordförandeposten. En kontrovers mellan de västtyska och östtyska delarna av partiet ledde till splittringen 1948. I Västtyskland skapades FDP som liberalt parti och efterträdare.
Ett nytt parti med samma namn fanns 1995-2002.